# Carl Ferdinand Pohl
Carl Ferdinand Pohl   (Darmstadt, 6 de setembre de 1819 - Viena, 28 d'abril de 1887) va ser un historiador de la música alemany-austríac, arxiver i compositor.
Pohl va néixer a Darmstadt. Va estudiar a l'escola secundària a la seva ciutat natal i va estudiar com a gravador. Al mateix temps va prendre classes de música amb Christian Heinrich Rinck. El 1841 va anar a Viena i va continuar la seva formació amb Simon Sechter. De 1849 a 1855, va treballar com a organista a l'església protestant de Gumpendorf. Després va viatjar. El 1866 es va fer càrrec d'arxiver de la Gesellschaft der Musikfreunde a Viena.
Com a escriptor musical, va produir llibres sobre Wolfgang Amadeus Mozart i Joseph Haydn. Entre els seus amics hi havia Johannes Brahms, a qui va animar a compondre les Variacions de Haydn (Op. 56).
Va morir a Viena. La seva finca es troba a la Gesellschaft der Musikfreunde.

## Escrits seleccionats
- Mozart und Haydn in London, 2 volums, Viena 1867 (versió digitalitzada)
- Simon Sechter, al "Jahresbericht des Wiener Conservatoriums" 1868
- Die Gesellschaft der Musikfreunde des Österreichischen Kaiserstaates und ihr Conservatorium, Viena 1870 (versió digitalitzada)
- Denkschrift aus Anlass des hundertjährigen Bestehens der Tonkünstler-Societät, Viena 1871 (versió digitalitzada)
- Joseph Haydn, 3 volums, Leipzig 1878–1882 (tercer volum completat per Hugo Botstiber)